# Primera Nota
Primera Nota fou un grup de música folk que existí entre el 1987 i l'any 2000. Fou la gènesi d'un moviment i un seguit de grups i projectes molt lligats a la creació i gestió del Centre Artesà Tradicionàrius i el seu festival homònim. Publicà 5 treballs discogràfics. Molts dels seus components continuaren el seu projecte a El Pont d'Arcalís.

## Discografia
- 1990 - Primera Nota (Barcelona: TRAM)
- 1990 - Llet i vi (Barcelona: TRAM)
- 1993 - Taüll (Barcelona: TRAM)
- 1995 - Folc! (Barcelona: TRAM)

Amb Urbàlia Rurana
- 1996 - Folk nou (Barcelona: TRAM)